# Let It Snow (2020)
Let It Snow é um filme de terror e suspense de 2020 dirigido por Stanislav Kapralov. O filme foi escrito por Kapralov e Omri Rose, e é estrelado por Ivanna Saknho, Alex Hafner e Tinatin Dalakishvili.
Foi lançado no dia 22 de setembro de 2020 pelo Grindstone Entertainment Group.

## Lançamento
O filme foi lançado em vídeo sob demanda no dia 22 de setembro de 2020 pelo Grindstone Entertainment Group.

## Recepção
Bloody Disgusting disse: "Quase tudo sobre Let It Snow está mal cozido, desde a relação entre Mia e Max até à grande mitologia em que os dois se encontram emaranhados".